# Juhlschau
Juhlschau (dänisch Julskov) ist ein Ort in Schleswig-Holstein, der zur Gemeinde Oeversee gehört.

## Lage
Juhlschau liegt unterhalb eines hohen Bergrückens, am Rande einer Wiesenniederung. Nordwestlich des Dorfes befindet sich ein Höhenzug, mit zwei über 65 Meter hohen Hügelkuppen. Westlich des Dorfes Juhlschau, in zwei Kilometer Entfernung, liegt das Dorf Oeversee. Der Juhlschauer Weg verbindet beide Orte miteinander. In einer Entfernung von einem Kilometer liegt der Ort Munkwolstrup, zu welchem die Juhlschauer Straße führt. Direkt östlich von Juhlschau liegt des Weiteren die Gemeinde Freienwill mit dem Ortsteil Kleinsolt-Heidefeld.
Die Häuser des Dorfes Juhlschaue liegen entlang den Straßen Zur Heide, dem Eselweg sowie der (Juhlschauer) Hauptstraße (Lage). Eine kleine Häusergruppe östlich vom eigentlichen Dorf wird offenbar hin und wieder Kleinjuhlschau genannt. Am südlichen Rand des Dorfes liegen der Julesee (Lage) sowie der Nachbarort Augaard. Die nördlich vom Julesee gelegenen Häuser sowie die dortige Gegend werden im Übrigen auch Juhlschaufeld genannt (Lage). Landschaftsteile bei Juhlschaufeld gehören zum Landschaftsraum Obere Treenelandschaft. An der Juhlschauer Hauptstraße existiert eine Bushaltestelle für den regionalen Busverkehr.

## Hintergrund
Juhlschau wurde erstmals im Jahr 1472 erwähnt. Der Ortsname besteht aus zwei Wortbestandteilen. Bei dem Ortsnamensbestandteil „Jul“ (beziehungsweise deutsch: „Juhl“) handelt es sich entweder um den männlichen Namen Jul oder um dän.hjul (=Rad, vgl. auch die frühere Schreibweise Hjulskov). Das zweite Namensglied -schau geht auf dän. skov (=Wald) zurück. Die Bedeutung wäre entsprechend etwa runder Wald oder Wald, in dem man Holz für Wagenräder holte. Falls der Ortsname mit einem ursprünglichen /j/ anlautete, ist auch eine Deutung zu angeldän. iughul (=Igel) möglich. Die Bedeutung wäre dann Igelwald. Hinsichtlich der Benennung des unweit des Dorfes gelegenen Julesees besteht kein direkter Zusammenhang zum Dorfnamen.
Einer Sage nach soll früher beim benachbarten Augaard eine Burg gestanden haben. Ein alter, örtlicher Spruch bemerkt hinsichtlich der beiden Orte: „In Juhlschau hebt se Appeln und Beern, in Augaard wohnt de Eddellüd gern“ (hochdeutsch: In Juhlschau haben sie Äpfel und Birnen (beziehungsweise zum Erhalt des Reimklangs: „Birn'n“), in Augaard wohnen die Edelleute gern).
Auf der Landkarte der dänischen Landesaufnahme von 1857/1858 und der Karte der Preußischen Landesaufnahme um 1879 vom südlichen Flensburger Raum war der Ort Juhlschau schon eingetragen. Bei der Volksabstimmung in Schleswig (im Jahr 1920) sprachen sich, wie im gesamten Umland, die Mehrheit der Bewohner für den Verbleib bei Deutschland aus. Von den 51 stimmberechtigten Juhlschauern votierten für Deutschland 43 Personen und für Dänemark 3 Personen. Bis Anfang der 1960er Jahre gehörte auch das benachbarte Augaard zur Gemeinde Juhlschau. 1961 lebten offenbar 71 Menschen im Ort Juhlschau (inklusive Kleinjuhlschau). In der gesamten Gemeinde Juhlschau lebten 121 Menschen. Am 1. Januar 1962 wurde Juhlschau nach Munkwolstrup eingemeindet. Im Jahr 1970 lebten offenbar 69 Menschen im Ort Juhlschau. Im Jahr 1974 schlossen sich zeitgleich mit der Auflösung des Landkreises Flensburg die Gemeinden Munkwolstrup und Barderup zur Gemeinde Sankelmark zusammen, welche wiederum 2008 mit der Gemeinde Oeversee fusionierte. Seitdem ist Juhlschau ein Ortsteil der Gemeinde Oeversee.